# Czerniejów (Ukraina)
Czerniejów (ukr. Черніїв) – wieś w rejonie iwanofrankiwskim obwodu iwanofrankiwskiego. Wieś liczy 3972 mieszkańców.
W pobliżu znajduje się przystanek kolejowy Drużba, położony na linii Chryplin – Delatyn.

## Historia
Wieś założona w 1399.
W II Rzeczypospolitej miejscowość była siedzibą gminy wiejskiej Czerniejów w powiecie stanisławowskim województwa stanisławowskiego.
We wsi podczas wyborów do Rady Państwa w Wiedniu X kadencji przebywał jako kandydat Józef Huryk.

## Zabytki
- zamek[1]